# Farberscheinungsmodell
Ein Farberscheinungsmodell (engl. Color Appearance Model) versucht, die Erscheinung einer Farbe unter bestimmten Betrachtungs- und Beleuchtungsbedingungen mit farbmetrischen Methoden zu beschreiben.
Es soll Antwort geben auf die Frage, wie eine bestimmte Farbe im allgemeinen Kontext der näheren und ferneren Umgebung erscheint.
Ein wesentlicher Bestandteil der meisten Farberscheinungsmodelle ist ein Modell zur Chromatischen Adaption.
Der grundlegende Ansatz bei einem Farberscheinungsmodell ist die Unterscheidung zwischen
- absoluter Farbe (engl. unrelated color) und
- relativer Farbe (engl. related color).[1][2] Bei einer relativen Farbe wird der Bezug zu anderen Farben, z. B. einem Referenzweiß, in Betracht gezogen.

Die Farbe Braun ist beispielsweise nur als relative Farbe zu verstehen, da die entsprechende absolute Farbe Orange ist (Braun ist ein dunkles Orange).
Beispiele für Farberscheinungsmodelle sind CIECAM97s und dessen Nachfolger CIECAM02. Selbst CIELAB kann als Farberscheinungsmodell aufgefasst werden.

## Aspekte
Da die mathematischen Beschreibungen, die nur Farben und Farbabstände berechnen, höhere Ebenen der menschlichen Farbwahrnehmung nicht berücksichtigen, sind fortgeschrittenere Modelle gefragt, da eine Vielzahl von anderen Faktoren starke Einflüsse auf den Gesamteindruck haben können.
Phänomene, wie etwa Simultankontrast, Adaptation an die Umgebungshelligkeit und deren zeitlichen Verlauf, Verringerung der räumlichen Auflösung beim Dämmerungs- (mesopisches Sehen) und Dunkelsehen (skotopisches Sehen) spielen eine große Rolle bei der Farbwahrnehmung.

## Wichtige Farberscheinungsmodelle
CIELAB
ist im Grunde genommen das erste CAM. Es wird schon die Adaption an den Weißpunkt berücksichtigt (Mittels Transformationsmatrizen, wie z. B. von-Kries- oder Bradford-Matrizen), außerdem die Kompression der Helligkeitswahrnehmung. Die Weiterentwicklung führte dann zu CIECAM97s.
CIECAM97s
ist genauer und umfangreicher, was die Betrachtungsbedingungen usw. angeht. Die Entwicklung wurde fortgesetzt zu CIECAM02.
CIECAM02
liefert allgemein genauere Werte für Farbabstände und berücksichtigt in größerem Umfang Bildhelligkeit, Farbhintergrund, Bildumgebung, Weißpunkt, Adaptation und Simultankontrast.
iCAM06
ist ein weiterer Schritt in der Entwicklung. Es werden lokale Farbadaptation, lokale Helligkeit und Umgebungshelligkeit, HDR, und zeitlicher Verlauf der Adaptation an die Umgebungshelligkeit berücksichtigt. iCAM06 ist im Gegensatz zu seinen Vorgängern
sogar ein „Image Appearance Model“, da beispielsweise die Weißpunktadaptation und Kontrastberechnungen nicht mehr mit einem rein lokalen Modell (Pixel für Pixel), sondern räumlich berechnet werden. Somit können Bildbereiche je nach Struktur und Bildkomposition auch fernere Bereiche beeinflussen und somit den Gesamteindruck eines Bildes ändern.
CIECAM16
ist der Nachfolger von CIECAM02 und wurde im Jahr 2022 veröffentlicht. Schwerpunkt ist hier eine verbesserte Abstandsbeurteilung von Farben.